# Maura Furlotti
Maura Furlotti, née le 12 septembre 1957, est une joueuse de football italienne. Elle jouait au poste de défenseure.

## Carrière
Elle a joué plus de 500 matchs avec le club de Lazio CF.